# Џастин Дентмон
Џастин Лоренцо Дентмон (енгл. Justin Lorenzo Dentmon; Карбондејл, 5. септембар 1985) је амерички кошаркаш. Игра на позицији плејмејкера.

## Каријера
Студирао је на универзитету Вашингтон од 2005. до 2009. године. Након што није изабран на НБА драфту 2009. потписао је за израелску Хапоел Афулу. Касније је у неколико наврата играо у развојној лиги за Тексас леџендсе и Остин торосе. Са Остин торосима је освојио развојну лигу 2012. и био је најкориснији играч сезоне.
Успевао је три пута да стигне до 10-дневних НБА уговора, са Сан Антонио спарсима, Торонто репторсима и Далас мавериксима. Играо је још и у Венецуели, Доминиканској републици и Порторику.
У августу 2013. је потписао једногодишњи уговор са Жалгирисом. Као играч зелених је у сезони 2013/14. освојио литванско првенство, док је у Евролиги три пута проглашен најкориснијим играчем кола.
За сезону 2014/15. је потписао уговор са кинеском екипом Ћингдао даблстар, да би се у марту 2015. вратио у САД и заиграо поново за Тексас леџендсе у развојној лиги. У сезони 2015/16. је наступао за Сичуан блу вејлс са којим је био шампион Кине. Од августа до децембра 2016. био је играч Галатасараја. У сезони 2016/17. наступа за Шандонг голден старсе.

## Успеси

### Клупски
- Остин тороси:
  - НБА развојна лига (1): 2011/12.
- Жалгирис:
  - Првенство Литваније (1): 2013/14.
- Сичуан блу вејлси:
  - Првенство Кине (1): 2015/16.

### Појединачни
- Најкориснији играч НБА развојне лиге (1): 2011/12.
- Најкориснији играч Евролиге (3): 2013/14. (3)